# 17e Avenue SE (Calgary)
La 17e Avenue SE est une artère urbaine majeure dans la partie est de Calgary, Alberta. La 17e Avenue SE est le point focal de la Zone de Revitalisation des Entreprises (ZRE) de l'Avenue Internationale et est la route principale à travers l'ancienne Forest Lawn. Chestermere Boulevard est une artère urbaine majeure et l'extension est de la 17e Avenue SE à travers Chestermere, Alberta, Canada. La route est un ancien alignement de la Route 1A.

## Description
L'extrémité est de la 17e Avenue SE commence avec un petit segment à un carrefour à cinq branches avec la 9e Avenue SE et la 15e Rue SE (pour limiter la circulation, l'accès à la 15e Rue SE en direction nord est fermée). La route passe sur un chemin de fer du Canadien Pacifique et se termine à la 17e Rue SE. Elle commence à nouveau au sud de l'intersection entre la Blackfoot Trail et la 19e Rue SE et elle traverse la Bow River sur le pont Cushing avant de croiser la Deerfoot Trail (Route 2). Avant la construction de la Blackfoot Trail, la 17e Avenue SE était une route continue et le segment entre la 19e Rue SE et la Deerfoot Trail est maintenant généralement considérée comme étant une partie de la Blackfoot Trail. La route agit comme l'accès principal entre la 9e Avenue SE et la Blackfoot Trail / 17e Avenue SE.

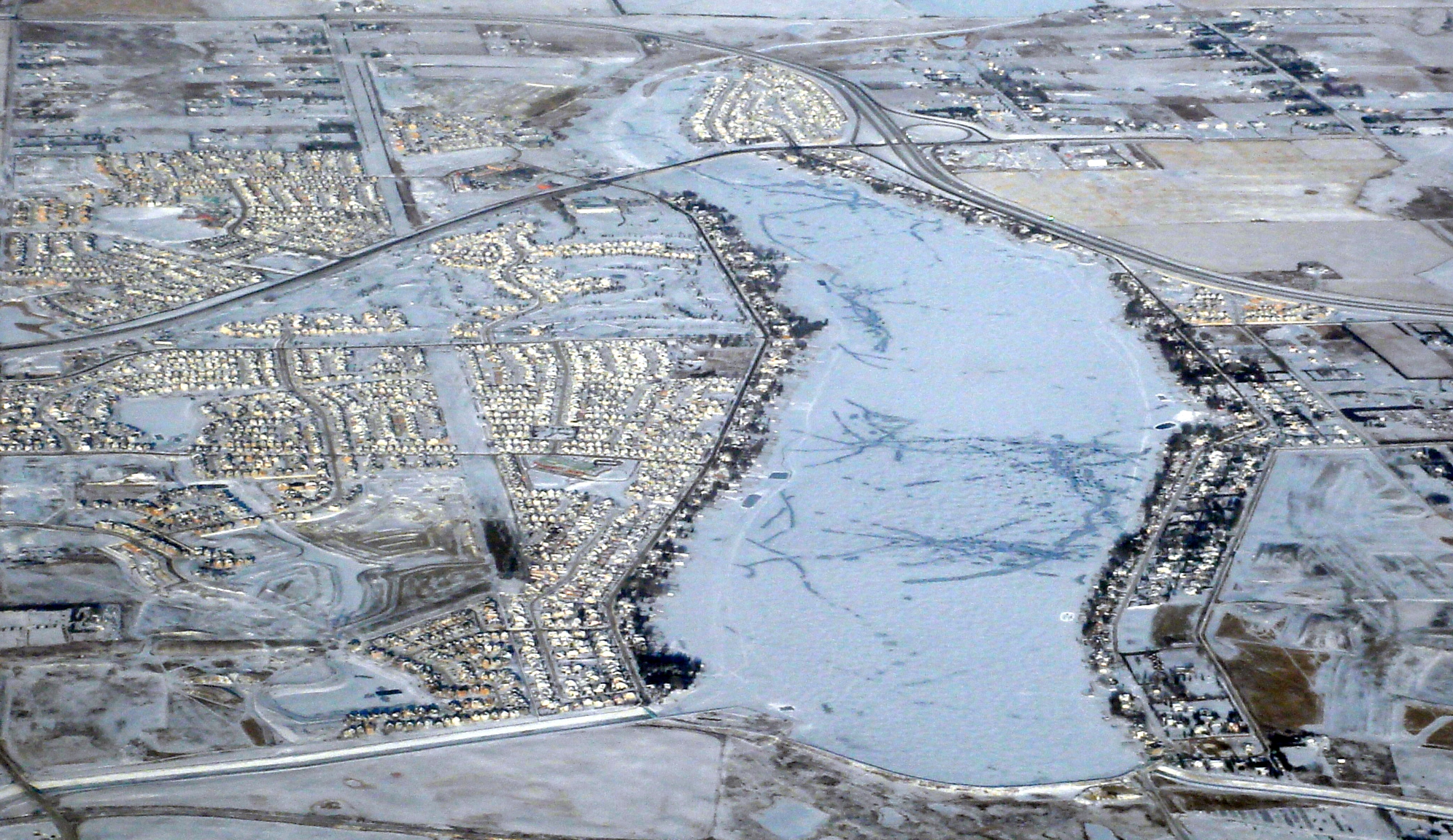
Vue aérienne du Lac Chestermere avec le croisement avec la Chestermere Boulevard et l'échange avec la route transcanadienne.

À l'est de la Deerfoot Trail, la 17e Avenue SE se sépare de la vallée Bow River et croise la Barlow Trail, bien qu’elle ne soit accessible qu'au trafic en direction de l'ouest. Elle passe à travers les communautés de Albert Park/Radisson Heights, Southview, et Forest Lawn, avant de continuer vers l'est passé le Parc Elliston avant de croiser la Stoney Trail. Elle transitionne à des fermes rurales et à la 116e Rue SE (aussi connue sous le nom de Route Conrich), entre dans la ville de Chestermere, où elle devient la Chestermere Boulevard. Elle termine à l'échangeur de la Route 1 (Route transcanadienne) où elle continue vers l'est comme Route d'alignement 243.

## Histoire
La 17e Avenue SE est l'alignement original de la Route 1 à travers l'est de Calgary. En 1949, la Route 1 a été réacheminé pour suivre la 16e Avenue N, contournant le Centre-ville de Calgary et Forest Lawn et la 17e Avenue SE désignée comme Route 1A. Le segment de la Route 1A à l'ouest de Deerfoot Trail a été abandonnée dans les années 1970, ce qui a changé la Route 1A en une route alternative dans Calgary et ses parc industriels sud-est. En 1993, l'Avenue Internationale ZRE a été établi, ce qui a donné le surnom d'Avenue Internationale à la 17e Avenue SE. En 2007, la ville de Calgary a annexé des terres du Comté de Rocky View jusqu'à la route d'alignement 284 (maintenant la 116e Rue SE) ; tandis qu'en 2009, la Ville de Chestermere a annexé des terres jusqu'aux limites de la Ville de Calgary, ce qui veut dire que la Route 1A ne voyage plus à travers des municipalités rurales  ce qui pourrait signifier une fin à la désignation Route 1A sur ce segment de la route. En 2013, la province de l'Alberta a déclassé la Route 1A, et en 2016, certains panneaux de signalisation indiquant « Route 1A » était encore présents sur la Deerfoot Trail et sur des segments de la 17e Avenue SE dans la Ville de Calgary ; cependant, tous les panneaux ont été enlevés sur le long de la Stoney Trail, à travers Chestermere, et le long de la route transcanadienne.

## Futur
La Ville de Calgary considère la 17e Avenue SE entre la 26e Rue SE et la 60e Rue SE comme une rue principale, prévu de devenir un corridor résidentiel-mixte et commercial. La Ville de Calgary planifie de construire un bus à haut niveau de service le long du centre de la 17e Avenue SE. La phase 1 du projet impliquerait de la construction entre la 28e Rue SE et la Rue Hubalta. et la phase 2 qui croiserait la Deerfoot Trail et connecterait la 9e Avenue SE La phase 1 deverait commencer en 2017 tant dis que la phase 2 est dans le stage de développement. Les plans à long terme verraient le bus à haut niveau de service et le corridor à usage mixte s'étendre à l'est dans Chestermere,.

## Intersections majeures
De l'ouest à l'est.
| Endroit                                   | km   | mi   | Destinations                                                                 | Notes                                                                                         |
| ----------------------------------------- | ---- | ---- | ---------------------------------------------------------------------------- | --------------------------------------------------------------------------------------------- |
| Calgary                                   | 0,0  | 0,0  | 9e Avenue SE / 15e Rue SE                                                    |                                                                                               |
| Calgary                                   | 0,5  | 0,31 | Blackfoot Trail / Rue 17A SE / 19e Rue SE                                    | Concurrence Blackfoot Trail commence La circulation suit la Blackfoot Trail                   |
| Calgary                                   | 0,9  | 0,56 | Pont Cushing pour croiser la Bow River                                       | Pont Cushing pour croiser la Bow River                                                        |
| Calgary                                   | 1,5  | 0,93 | Deerfoot Trail (AB-2)                                                        | Échangeur partiel cloverleaf (AB-2 Sortie 254) La circulation ne suit plus la Blackfoot Trail |
| Calgary                                   | 2,1  | 1,3  | Barlow Trail / 26e Rue SE                                                    | Pas de sortie en direction est vers la Barlow Trail                                           |
| Calgary                                   | 2,2  | 1,4  | 28e Rue SE                                                                   |                                                                                               |
| Calgary                                   | 2,7  | 1,7  | Raddison Drive / 33e Rue SE                                                  |                                                                                               |
| Calgary                                   | 3,1  | 1,9  | 36e Rue SE                                                                   |                                                                                               |
| Calgary                                   | 3,9  | 2,4  | 44e Rue SE                                                                   |                                                                                               |
| Calgary                                   | 4,5  | 2,8  | 50e Rue SE                                                                   |                                                                                               |
| Calgary                                   | 4,7  | 2,9  | 52e Rue SE                                                                   |                                                                                               |
| Calgary                                   | 5,2  | 3,2  | Rue Hubalta                                                                  |                                                                                               |
| Calgary                                   | 5,5  | 3,4  | 60e Rue SE                                                                   |                                                                                               |
| Calgary                                   | 6,4  | 4,0  | 68e Rue SE                                                                   |                                                                                               |
| Calgary                                   | 6,6  | 4,1  | 70e Rue SE                                                                   |                                                                                               |
| Calgary                                   | 7,3  | 4,5  | Stoney Trail (AB-201)                                                        | Échangeur partiel cloverleaf (AB-201 Sortie 81)                                               |
| Calgary                                   | 7,9  | 4,9  | 84e Rue SE sud                                                               |                                                                                               |
| Calgary                                   | 8,2  | 5,1  | 84e Rue SE nord                                                              |                                                                                               |
| Calgary                                   | 9,5  | 5,9  | 100e Rue SE                                                                  |                                                                                               |
| limites des villes Calgary-Chestermere    | 11,2 | 7,0  | 116e Rue SE / Route d'alignement 284                                         |                                                                                               |
| limites des villes Calgary-Chestermere    | 11,2 | 7,0  | Extrémité est de la 17e Avenue SE • Extrémité ouest de Chestermere Boulevard |                                                                                               |
| Chestermere                               | 12,8 | 8,0  | Route Rainbow                                                                |                                                                                               |
| Chestermere                               | 13,8 | 8,6  | Invermere Drive                                                              |                                                                                               |
| Chestermere                               | 14,2 | 8,8  | Marina Drive                                                                 |                                                                                               |
| Chestermere                               | 14,7 | 9,1  | Windermere Drive / Chestermere Drive Ouest                                   |                                                                                               |
| Chestermere                               | 15,0 | 9,3  | Traverse le Lac Chestermere                                                  | Traverse le Lac Chestermere                                                                   |
| Chestermere                               | 15,3 | 9,5  | Cove Drive / Chestermere Drive Est                                           |                                                                                               |
| Chestermere                               | 15,5 | 9,6  | AB-1 - Calgary (16e Avenue N), Medicine Hat                                  | Échangeur partiel cloverleaf                                                                  |
| Chestermere                               | 15,5 | 9,6  | Continue sous le nom de Route d'alignement 243                               |                                                                                               |
| 1,000 mi = 1,609 km; 1,000 km = 0,6201 mi |      |      |                                                                              |                                                                                               |